# Mylopotamos
Mylopotamos (tiếng Hy Lạp: ?) là một khu tự quản ở vùng Kríti, Hy Lạp. Khu tự quản Mylopotamos có diện tích 350 km², dân số theo điều tra ngày 18 tháng 3 năm 2001 là 14599 người.